# Буєва Юлія Вікторівна
Юлія Вікторівна Буєва (24 лютого 1975) — українська волейболістка, нападник. Учасниця літніх Олімпійських ігор 1996 року.

## Із біографії
Вихованиця київської ДЮСШ. Учасниця юніорського чемпіонату Європи 1994 року в Угорщині (6-е місце).
Виступала за «Сокіл» (Київ), «Іскру» (Луганськ), «Джінестру» (Одеса) та низку закордонних клубів. У складі «Іскри» тричі постіль ставала чемпіоном України. Серед її партнерок в іноземних чемпіонатах були українки Олена Залубовська («Гранада»), Марія Полякова, Олена Єна («Пост»), Олена Шабовта («Бешикташ»), Регіна Милосердова («Бургос») і Ольга Андрусенко («Сєвєрсталь»).
У складі національної збірної виступала на відбірковому олімпійському турнірі, що пройшов у травні-червні 1996 року в Осаці (Японія). Українки посіли третє місце і здобули путівку до фінального турніру. Влітку того ж року поїхала на літніх Олімпійських іграх в Атланті. Суперницями збірної України по групі були команди Нідерландів, США, Кореї, Японії і Китаю. У підсумку її команда зайняла 11-12 місце.
Начальник відділу олімпійських ігрових видів спорту департаменту олімпійського спорту Міністерства молоді та спорту України. Член Національного олімпійського комітету України.

## Клуби
| Роки      | Команди                   |
| --------- | ------------------------- |
|           | «Сокіл» (Київ)            |
| 1995—1998 | «Іскра» (Луганськ)        |
| 1998—1999 | «Універсідад» (Гранада)   |
| 1999—2000 | «Галатасарай» (Стамбул)   |
| 2000—2001 | «Пост» (Відень)           |
| 2001—2003 | «Дрезднер 1898» (Дрезден) |
| 2004—2005 | «Берлін 68»               |
| 2005—2006 | «Бешикташ» (Стамбул)      |
| 2006—2007 | «Універсідад» (Бургос)    |
| 2007—2009 | «Сєвєрсталь» (Череповець) |
| 2011—2012 | «Джінестра» (Одеса)       |

## Досягнення
- Чемпіон України (3): 1996, 1997, 1998
- Бронзовий призер Ліги чемпіонів (1): 1996
- Чемпіон Австрії (1): 2001
- Володар кубка Австрії (1): 2001
- Срібний призер кубка ЄКВ "TOP TEAMS CUP" (1): 2001
- Володар кубка Німеччини (1): 2002
- Срібний призер чемпіонату Німеччини (1): 2002
- Бронзовий призер чемпіонату Туреччини (1): 2006
- Фіналіст кубка ЄКВ (1): 2007